# Dicranum plurisetum
Dicranum plurisetum là một loài Rêu trong họ Dicranaceae. Loài này được (Müll. Hal. ex Dixon) Fife mô tả khoa học đầu tiên năm 1995.